# Solms-laubachia pulcherrima
Solms-laubachia pulcherrima är en korsblommig växtart som beskrevs av Reinhold Conrad Muschler och Friedrich Ludwig Diels. Solms-laubachia pulcherrima ingår i släktet Solms-laubachia och familjen korsblommiga växter. Inga underarter finns listade i Catalogue of Life.